# 시진읍
《시진읍》은 1989년 4월 9일에 MBC TV에서 방영되었던 베스트셀러극장이다.

## 줄거리
발전 & 쇠락을 거듭하는 두 읍(邑)
시진읍과 강평읍은 거리가 30리(11.78km) 정도에 불과하지만 시대 변화의 영향을 받은 탓에 양상을 서로 달리해왔다.
최근들어 강평읍은 발전을 거듭하는 반면 시진읍은 상대적으로 쇠락의 길로 접어든다.
각종 공공기관들이 강평읍에 위치해 있고 지방법원, 검찰청마저 시진읍에서 강평읍으로 이전할 계획이 발표된다.
이 소식을 들은 시진읍 주민들은 군청에 항의하기로 하는데...

## 출연
- 이덕화
- 김무생
- 최진실
- 윤여정
- 김상순
- 안병경
- 이원재
- 나영진
- 김호영
- 신국
- 천호진
- 최한호
- 황우연
- 오승명
- 문회원
- 송경철
- 남영진
- 사상기
- 박경순
- 송일권
- 김영석
- 김응석